# Fine Living
Fine Living (anterior Fine Living Network sau FLN) a fost un canal de televiziune american deținut de Discovery, Inc. cu tematică de stil de viață, ce a difuzat programe de amenajări interioare, modă și gătit. 
Canalul a fost lansat în SUA pe 21 august 2002 și a fost inlocuit cu canalul Cooking Channel din octombrie 2009.
Fine Living alături de Discovery Showcase HD și-au încetat emisia la data de 31 decembrie 2020.